# Ralf Christian Mayer
Ralf Christian Mayer ist ein deutscher Musiker, Songwriter und Musikproduzent.

## Leben
In seiner Jugend absolvierte Mayer eine Ausbildung zum Einzelhandelskaufmann in einem Musikfachgeschäft und leistete Zivildienst. Parallel dazu spielte er in diversen Pop-Rock-Formationen und nahm erste Stücke mithilfe von Vierspur-Kassettenrecordern und einem U87 Studiomikrofon auf. Mayer ist seit 1999 Besitzer des Tonstudios Tucan Studio in Kornwestheim (Baden-Württemberg).

## Musikalische Karriere

### Musikalische Anfänge
Zufällig kam Mayer in Kontakt mit dem Besitzer des Tucan Studios und wurde von diesem mit dem Mischen einer Werbemusik beauftragt. Diese fand Anklang, sodass Mayer in der Folgezeit regelmäßig für das Studio arbeitete. 1988 erschien das erste Album, das Mayer produzierte. Hierbei handelt es sich um das Album It’s Nice Noise der deutschen Folk-Rock-Band Vaseline Joystick. Diese wurden für ihr Album mit dem Bundesrockpreis ausgezeichnet. Kurz danach wurde es etwas still um ihn, ehe 1993 zwei produzierte Alben von ihm erschienen. Zunächst produzierte er House of Sounds der deutschen Gotik-Band The Tors of Dartmoor. Kurz darauf folgte mit The Coalminers’ Beat die erste Major-Produktion für Sony Music Entertainment, der gleichnamigen deutschen Irish-Folk-Band The Coalminers’ Beat. Für sein erstes Major-Album stand Mayer ein Budget von 150.000 D-Mark zur Verfügung.

### Durchbruch und Erfolge mit Clueso
Seine ersten Erfolge als Musikproduzent feierte Mayer zusammen mit Clueso. 2006 produzierte er dessen drittes Studioalbum Weit weg und konnte erstmals Charterfolge mit dem Album feiern. Das Album platzierte sich auf Position zwölf in Deutschland, hielt sich 13 Wochen in den Charts und wurde 2009 mit einer Goldenen Schallplatte für über 100.000 verkaufte Exemplare ausgezeichnet. Durch den Erfolg folgten mit zwei weitere Alben mit Clueso. 2008 erschien So sehr dabei, das Album erreichte Position drei in Deutschland, sowie Chartnotierungen in Österreich und der Schweiz. Das Album wurde in Deutschland für über 300.000 verkaufte Einheiten dreifach mit Gold ausgezeichnet. 2011 erschien mit An und für sich das dritte Album. Das Album verpasste nur knapp die Chartspitze in Deutschland und wurde mit Platin für 200.000 verkaufte Exemplare ausgezeichnet. Bei den beiden letzten Alben blieb es nicht nur bei der Produktion, hier wirkte Mayer auch als Autor vieler Stücke mit.

### Etablierung und weitere Erfolge
Durch den Erfolg mit Clueso kam es zu Zusammenarbeiten mit weiteren namhaften Künstlern. 2007 produzierte er unter anderem den Party Hitmix Vol. 2 von Pur. Die Single konnte sich sieben Wochen in den deutschen Singlecharts platzieren. 2009 produziert er das Album Another Lover der deutschen Singer-Songwriterin Mariha. 2011 beteiligte er sich an zwei Stücken auf Cassandra Steens Album Mir so nah. 2012 begann Mayer eine Zusammenarbeit mit dem rheinland-pfälzischen Popsänger Mark Forster. Er produzierte sein Debütalbum Karton sowie Forsters zweites Studioalbum Bauch und Kopf. Zuletzt erschien am 1. April 2016 mit der Single Wir sind groß eine weitere Zusammenarbeit der beiden, in der Mayer auch als Autor fungiert, die auf Forsters drittem Album zu finden sein wird; zudem wird das Stück der offizielle Beitrag zur Berichterstattung der Fußball-Europameisterschaft 2016 des ZDFs sein. Zwischen den beiden Projekten mit Forster produzierte Mayer das Album Nix ohne Grund für Pohlmann.
Neben seiner Tätigkeit als Autor und Musikproduzent machte sich Mayer im Vorfeld schon einen Namen in Sachen Mastering und Programmierung. Hier arbeitete er unter anderem für DJ Thomilla, Die Fantastischen Vier, Massive Töne, Bob Sinclar, Lou Bega, Camouflage, Ferris MC, Xavier Naidoo, ASD, Andreas Gabalier uvm.

## Diskografie

### Remixe
- 2000: Till Brönner – Everything Happens to Me (Benztown Mix)

### Autorenbeteiligungen und Produktionen
Mayer als Autor und Produzent in den Charts

| Jahr | Titel Interpretation                          | Höchstplatzierung, Gesamtwochen, AuszeichnungChartplatzierungen (Jahr, Titel, Interpretation, Platzierungen, Wochen, Auszeichnungen, Anmerkungen) | Höchstplatzierung, Gesamtwochen, AuszeichnungChartplatzierungen (Jahr, Titel, Interpretation, Platzierungen, Wochen, Auszeichnungen, Anmerkungen) | Höchstplatzierung, Gesamtwochen, AuszeichnungChartplatzierungen (Jahr, Titel, Interpretation, Platzierungen, Wochen, Auszeichnungen, Anmerkungen) | Anmerkungen                                                                                             |
| Jahr | Titel Interpretation                          | DE | AT | CH | Anmerkungen                                                                                             |
| --- | --------------------------------------------- | --- | --- | --- | --- |
| 2006 | Chicago P Clueso                              | DE60 Gold · (10 Wo.)DE | — | — | Erstveröffentlichung: 21. April 2006 Verkäufe: + 150.000                                                |
| 2008 | Keinen Zentimeter A, P Clueso                 | DE15 (11 Wo.)DE | AT48 (1 Wo.)AT | — | Erstveröffentlichung: 15. Februar 2008                                                                  |
| 2008 | Mitnehm A, P Clueso                           | DE79 (2 Wo.)DE | — | — | Erstveröffentlichung: 30. Mai 2008                                                                      |
| 2008 | Niemand an dich denkt A, P Clueso             | DE83 (3 Wo.)DE | — | — | Erstveröffentlichung: 3. Oktober 2008                                                                   |
| 2009 | Gewinner A, P Clueso                          | DE21 Gold · (34 Wo.)DE | AT46 (11 Wo.)AT | CH91 (1 Wo.)CH | Erstveröffentlichung: 3. April 2009 Verkäufe: + 150.000                                                 |
| 2010 | Für dich A, P Pohlmann.                       | DE93 (2 Wo.)DE | — | — | Erstveröffentlichung: 10. September 2010                                                                |
| 2011 | Zu schnell vorbei A, P Clueso                 | DE38 (7 Wo.)DE | — | — | Erstveröffentlichung: 11. März 2011                                                                     |
| 2012 | Auf dem Weg P Mark Forster                    | DE49 (13 Wo.)DE | — | — | Erstveröffentlichung: 18. Mai 2012                                                                      |
| 2012 | Zu dir (weit weg) P Mark Forster              | DE64 (1 Wo.)DE | — | — | Erstveröffentlichung: 19. Oktober 2012                                                                  |
| 2014 | Au revoir A, P Mark Forster feat. Sido        | DE2 Diamant · (65 Wo.)DE | AT2 Gold · (50 Wo.)AT | CH6 Platin · (41 Wo.)CH | Erstveröffentlichung: 9. Mai 2014 Verkäufe: + 1.045.000                                                 |
| 2014 | Flash mich A, P Mark Forster                  | DE11 Platin · (47 Wo.)DE | AT10 (33 Wo.)AT | CH— PlatinCH | Erstveröffentlichung: 12. Dezember 2014 Verkäufe: + 330.000                                             |
| 2015 | Bauch und Kopf A, P Mark Forster              | DE15 Gold · (24 Wo.)DE | AT69 (2 Wo.)AT | — | Erstveröffentlichung: 21. August 2015 Verkäufe: + 150.000                                               |
| 2016 | Wir sind groß A, P Mark Forster               | DE3 Platin · (29 Wo.)DE | AT18 Gold · (20 Wo.)AT | CH16 Platin · (20 Wo.)CH | Erstveröffentlichung: 1. April 2016 Verkäufe: + 445.000                                                 |
| 2016 | Chöre A, P Mark Forster                       | DE2 Platin · (37 Wo.)DE | AT2 Gold · (24 Wo.)AT | CH7 Platin · (37 Wo.)CH | Erstveröffentlichung: 28. Oktober 2016 Verkäufe: + 435.000                                              |
| 2017 | Sowieso A, P Mark Forster                     | DE22 Platin · (31 Wo.)DE | AT7 Gold · (28 Wo.)AT | CH23 Gold · (27 Wo.)CH | Erstveröffentlichung: 21. April 2017 Verkäufe: + 425.000                                                |
| 2017 | Kogong A, P Mark Forster                      | DE34 Gold · (17 Wo.)DE | AT7 Gold · (16 Wo.)AT | CH9 Gold · (18 Wo.)CH | Erstveröffentlichung: 22. September 2017 Verkäufe: + 225.000                                            |
| 2018 | Like a Lion A, P Mark Forster feat. Gentleman | DE38 (5 Wo.)DE | — | CH64 (1 Wo.)CH | Erstveröffentlichung: 13. April 2018                                                                    |
| 2018 | Einmal A, P Mark Forster                      | DE24 Gold · (18 Wo.)DE | AT39 (9 Wo.)AT | CH56 Gold · (8 Wo.)CH | Erstveröffentlichung: 5. Oktober 2018 Verkäufe: + 210.000                                               |
| 2019 | 194 Länder A, P Mark Forster                  | DE13 ×3Dreifachgold · (34 Wo.)DE | AT14 (28 Wo.)AT | CH48 Platin · (16 Wo.)CH | Erstveröffentlichung: 13. September 2019 Verkäufe: + 620.000                                            |
| 2020 | Übermorgen A, P Mark Forster                  | DE7 ×3Dreifachgold · (56 Wo.)DE | AT10 Platin · (43 Wo.)AT | CH18 Platin · (44 Wo.)CH | Erstveröffentlichung: 1. Mai 2020 Verkäufe: + 650.000                                                   |
| 2021 | Ich frag die Maus P Mark Forster              | DE88 (1 Wo.)DE | — | — | Erstveröffentlichung: 26. Februar 2021 Original: Hans Posegga – Die Sendung mit der Maus (Titelmelodie) |
| 2021 | Drei Uhr nachts A, P Mark Forster x Lea       | DE15 Gold · (35 Wo.)DE | AT32 Platin · (15 Wo.)AT | CH68 (1 Wo.)CH | Erstveröffentlichung: 9. April 2021 Verkäufe: + 230.000                                                 |
| 2022 | Memories & Stories A, P Mark Forster          | DE93 (1 Wo.)DE | — | — | Erstveröffentlichung: 13. Oktober 2022                                                                  |
| Folgende Lieder erschienen nicht als Single, wurden aber durch das Album zum Download und Streaming bereitgestellt und konnten somit eine Platzierung erlangen: |                                               | | | | |
| |                                               | | | | |
| 2017 | Flüsterton A, P Mark Forster                  | — | — | CH93 (1 Wo.)CH | Charteinstieg: 28. Mai 2017                                                                             |

## Auszeichnungen für Musikverkäufe
Anmerkung: Auszeichnungen in Ländern aus den Charttabellen bzw. Chartboxen sind in ebendiesen zu finden.
| Land/RegionAuszeichnungen für Musikverkäufe (Land/Region, Auszeichnungen, Verkäufe, Quellen) | Gold       | Platin       | Diamant  | Verkäufe  | Quellen           |
| -------------------------------------------------------------------------------------------- | ---------- | ------------ | -------- | --------- | ----------------- |
| Deutschland (BVMI)                                                                           | 8× Gold8   | 6× Platin6   | Diamant1 | 4.750.000 | musikindustrie.de |
| Österreich (IFPI)                                                                            | 5× Gold5   | 2× Platin2   | —        | 135.000   | ifpi.at           |
| Schweiz (IFPI)                                                                               | 3× Gold3   | 6× Platin6   | —        | 170.000   | hitparade.ch      |
| Insgesamt                                                                                    | 16× Gold16 | 14× Platin14 | Diamant1 |           |                   |